# Sanningens vägar
Denna artikel handlar om Anne Charlotte Lefflers sagospel Sanningens vägar. För Monica Lauritzens biografi över Leffler, se Sanningens vägar (biografi).
Sanningens vägar är ett sagospel i fem akter av Anne Charlotte Leffler, skrivet under namnet Anna Carlotta Leffler. Pjäsen skrevs 1891–1892 men utgavs först postumt efter Lefflers död 1892 som en del av samlingen Efterlämnade skrifter.
Två olika manus av pjäsen finns bevarade i Kungliga biblioteket i Stockholm.
Pjäsen sattes upp första gången i april 1897 i Göteborg. 2011 sattes pjäsen upp på nytt av teatern Unga Tur i Kärrtorp i Stockholm.

## Om pjäsen
Pjäsen räknas som ett sagospel och var ursprungligen tänkt att omfatta sex akter. Under en Sverigevisit 1891 läste Leffler ur sin pjäs, som då var någorlunda färdig, för Kungliga Operans Ludvig Josephson, som vid denna tid var regissör där. Josephson mottog hennes verk "med acklamation". I april 1892 sände Leffler in en färdigställd kopia av verket till Operan, men denna kom att refuseras av oklar anledning.
Under arbetet med Sanningens vägar sade sig Leffler få en känsla av förnyad ungdomskraft. Sagogenren gjorde att hon inte var lika bunden till sannolikhet. Sagogenren var också något som låg i tiden och under hösten 1891 skrev August Strindbergs spelet Himmelrikets nycklar. När Leffler fick vetskap om detta lät hon sin broder Frits Läffler införa en annons i Aftonbladet i februari 1892 där det stod att hennes sagospel var färdigt och höll på att översättas till italienska. Leffler trodde att om hon inte skulle sätta in annonsen så skulle hon anklagas för att ha imiterat Strindberg.
Pjäsen var influerad av flera andra litterära verk, däribland Dante Alighieris Den gudomliga komedin, Johann Wolfgang von Goethes Faust, Henrik Ibsens Peer Gynt och Strindbergs Lycko-Pers resa. Lefflers pjäs växlar snabbt mellan sagostämning, realism, dramatiska scener och reflekterande scener.

## Handling
Handlingen kretsar kring kejsarens dotter Speranza som har försvunnit. Hon har blivit spådd att hon ska föda en prins som kommer sprida lycka på jorden och förena all världens folk. Hennes fästman Salvador söker efter henne, men istället hittar han jordens dotter Vera som skjuter upp ur en brunn. Salvatore, kejsaren och hovet tror dock att Vera är Speranza och ordnar därför en stor välkomstbankett. Eftersom Vera hyllar sanningen kan hon inte ljuga för sällskapet och avslöjar till deras stora förtret att hon inte är kejsarens dotter. Hon uppmanar därefter folket att de inte passivt ska vänta på att en falsk profetia ska slå in, utan i stället revoltera mot förtrycket. Hon talar även om att hon ska bli deras syster.
Efter detta ger sig Vera och Salvatore ut på en jakt efter sanningen, vilket ska visa sig bli en resa präglad av lidanden. Färden tar dem över jorden, via naturvetenskapen in i Dante Alighieris berättelse om helvetet till East End i London för att till sist sluta i himlen.

## Mottagande
Då pjäsen sattes upp för första gången i april 1897 var Göteborgspostens recensent var mycket positiv i sin recension och berömde alla inblandade. Desto mer negativ var kritikern i Göteborgs Handels- och Sjöfartstidning som skrev "Det är ju möjligt, att en och annan kan finna detta djupsinnigt och tänkvärdt, men om han får dessa 'tankar' utbredda öfver nio tablåer och en epilog, så blir det allt ändock bra tunt på sina ställen. Dialogen är inte heller ägnad att öfverskyla sjäfva planens svagheter, så totalt blottad på all spiritualitet, som den måste erkännas vara."

### Fotnoter
1. 1 2  Lauritzen 2012, s. 516
2. ↑  ”Sökning: Efterlämnade skrifter”. Kungliga biblioteket. http://libris.kb.se/hitlist?d=libris&q=Anne+Charlotte+Leffler+Efterl%C3%A4mnade+skrifter&f=simp&spell=true&hist=true&p=1. Läst 1 december 2012.
3. ↑  ”Anne Charlotte Leffler”. Eddifah. Arkiverad från originalet den 18 januari 2014. https://web.archive.org/web/20140118082922/http://www.ediffah.org/search/present.cgi?id=ediffah:kb:817785:1177335285&termlist=wrangel&boollist=&fieldlist=any&number=10&start=&script=search.php#id2309471. Läst 1 december 2012.
4. 1 2 3 4  ”Sanningens vägar”. Dramawebben. Arkiverad från originalet den 22 februari 2012. https://web.archive.org/web/20120222182700/http://www.dramawebben.se/pjas/sanningens-vagar. Läst 30 november 2012.
5. ↑  Granath, Sara (5 augusti 2011). ”Mellan samtid och saga”. Svenska Dagbladet. http://www.svd.se/kultur/scen/mellan-samtid-och-saga_6371530.svd. Läst 1 december 2012.
6. ↑  Lauritzen 2012, s. 517-520
7. ↑  Lauritzen 2012, s. 517